# Copris sexdentatus
Copris sexdentatus är en skalbaggsart som beskrevs av Carl Peter Thunberg 1818. Copris sexdentatus ingår i släktet Copris och familjen bladhorningar. Inga underarter finns listade i Catalogue of Life.